# Dicranella euryphylla
Dicranella euryphylla là một loài rêu trong họ Dicranaceae. Loài này được Dixon mô tả khoa học đầu tiên năm 1941.